# Вормельданж
Вормельданж (люкс. Wormer, фр. Wormeldange) — коммуна в Люксембурге, располагается в округе Гревенмахер. Коммуна Вормельданж является частью кантона Гревенмахер. В коммуне находится одноимённый населённый пункт.
Население составляет 2462 человек (на 2008 год), в коммуне располагаются 930 домашних хозяйств. Занимает площадь 17,25 км² (по занимаемой площади 72 место из 116 коммун). Наивысшая точка коммуны над уровнем моря составляет 355 м. (94 место из 116 коммун), наименьшая 137 м. (3 место из 116 коммун).